# Mechuque
Mechuque ist eine chilenische Insel des Chauques-Archipels im größeren Chiloé-Archipel in der Región de los Lagos.
Mechuque ist die westlichste Insel der Chauques-Gruppe, liegt im Golf von Ancud im Nordosten vor Chiloé und gehört administrativ zur chilotischen Gemeinde Quemchi. Es ist per Boot in 45 Minuten vom Dorf Tenaún in der Gemeinde Dalcahue zu erreichen. Mechuque ist dicht bewaldet, an seiner höchsten Erhebung 133 m hoch und hat an seiner Südküste ein Dorf gleichen Namens, das während der Errichtung einer Konservenfabrik für Meeresfrüchte, vor allem Lachs, entstand. Mechuque ist von touristischem Interesse, weil es verschiedene Pfahlbauten (span. palafitos) gibt, ein kleines Historisches Museum und einen Aussichtspunkt.